# Dottercell

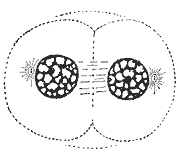
Slutfasen i celldelning genom mitos.

En dottercell är en cell som nyskapats under celldelning. Vid varje celldelning skapas två dotterceller från en modercell. Normalt uppkommer dotterceller genom meios eller mitos.